# Friedrich von Chlingensperg

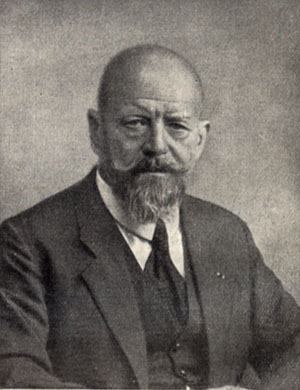
Friedrich von Chlingensperg

Friedrich von Chlingensperg (* 10. Februar 1860 in Winnweiler; † 13. März 1944 in Berg ob Landshut) war ein deutscher Verwaltungsjurist in Bayern, der auch als Heimat- und Adelsforscher wirkte.

## Leben
Friedrich Maximilian Anton von Chlingensperg  auf Berg (Landshut) stammte aus der katholischen pfälzischen Linie des bayerischen Beamtengeschlechtes, das 1693 in den Reichsadel erhoben worden und im 19. Jahrhundert auf Schloss Berg in Landshut ansässig war. Seine Eltern waren Anton von Chlingensperg (1829–1895) und Emilie, geb. Mattern (1837–1925), daneben hatte er einen Bruder und eine Schwester. Er studierte Rechtswissenschaften an der Julius-Maximilians-Universität Würzburg und der Ludwig-Maximilians-Universität München. Er war im Corps Isaria aktiv.

### Beamtenlaufbahn bis 1919
Nachdem er die Examina und 1884 die Prüfung für den Staatsdienst bestanden hatte, trat er in den Staatsdienst vom Königreich Bayern. Zunächst arbeitete er beim Landratsamt Frankenthal und bei der Regierung der Pfalz. 1886 wurde er Bezirksamtsassessor beim Bezirksamt Griesbach im Rottal. Auf eigenes Ersuchen kam er im August 1890 an das Bezirksamt Augsburg. Im November 1894 kam er als Regierungsassessor zur Regierung von Schwaben und Neuburg. 1896 wurde er Bezirksamtmann des Kreises Landau. 1900 kam er als Regierungsrat zur Regierung der Pfalz. Zugleich war er Vorstand der land- und forstwirtschaftlichen Berufsgenossenschaft der Pfalz. Aus Rücksicht auf seine Familie ließ er sich 1906 nach München versetzen, erst zur Regierung in Oberbayern, dann 1909 zum Bayerischen Verwaltungsgericht. Während des Ersten Weltkrieges trat er am 24. Dezember 1915 in die Bayerische Armee. Am 1. Oktober 1916 wurde er gegen seinen Wunsch freigestellt und als Regierungsdirektor zur Regierung der Pfalz in Speyer geschickt.

### Regierungspräsident der Pfalz
1919 zum Regierungspräsidenten der Rheinpfalz ernannt, hatte Chlingensperg nach dem Ersten Weltkrieg entscheidende Bedeutung für den Verbleib seiner Heimat bei Bayern und damit beim Deutschen Reich. Während der Friedensverhandlungen in Versailles lag die französische 8. Armee unter General Augustin Gérard in der Pfalz. Gérard wollte die Pfalz von Bayern und vom Reich lösen und einen Pufferstaat unter französischem Protektorat errichten. Durch einen Aufstand mit Hilfe einiger Separatisten sollte die Friedenskonferenz vor vollendete Tatsachen gestellt werden. Nachdem er sich gegen die Separatisten gestellt hatte, wurde der Regierungspräsident von Winterstein von den Franzosen ausgewiesen. Als Dr. Eberhard Haas, ein Weinchemiker aus Landau, am 1. Juni 1919 die Pfalz als neutrale und selbständige (vom politischen Katholizismus dominierte) linksrheinische Republik ausrufen wollte, verhinderte Chlingensperg, inzwischen Wintersteins Nachfolger, die Proklamation. Zu denen gehörig, die „nicht wankten und nicht wichen“, hielt er sich an den Versailler Vertrag und das Rheinlandabkommen und wahrte die Integrität der Pfalz  und die Souveränität Bayerns. Als General Gérard behauptete, Chlingensperg habe sich seinen Anordnungen widersetzt, wurde auch er ausgewiesen und am 22. Januar 1923 auf Umwegen über den Rhein abgeschoben.

### Regierungspräsident in Niederbayern
Als Ferdinand von Pracher, der  Regierungspräsident der Regierungsbezirke Niederbayern und Oberpfalz, gestorben war, wurde Chlingensperg am 6. Februar 1923 mit der Wahrnehmung der Geschäfte beauftragt. Am 28. Januar 1924 offiziell ernannt, hatte er keinen ganz leichten Stand. Er schrieb: „Den bedeutenden Verhandlungen und Ereignissen der äußeren und inneren Politik steht die Masse der niederbayerischen Bevölkerung teilnahmslos gegenüber; namentlich seit die Erhöhung der Biersteuer abgewendet scheint. ... Im Widerspruch zur Not der Zeit stehen die häufigen Tanzmusiken und sonstigen öffentlichen Veranstaltungen, die Geld erfordern und bei denen es nicht selten ohne die üblichen Raufereien abgeht.“ Erst mit fast 70 Jahren trat er in den Ruhestand. Die fünf letzten Jahre seines Lebens verlebte er auf Schloss Berg in Landshut sowie bei seiner Tochter in München.

### Ruhestand und genealogische Forschungen
Nachdem Chlingensperg 1930 in den Ruhestand getreten war, widmete er sich der Genealogie seiner Familie, wobei er auch als Heimatforscher tätig wurde und Material über andere bayerische Adelsgeschlechter zusammentrug, wie z. B. den Hackledt. Er ging bei seiner historischen Forschung von Studien über seine eigenen Vorfahren aus, die er mit seinem Neffen Dr. Erich Troß (Sohn von Chlingenspergs Schwester Natalie, die 1889 den Fabrikdirektor Friedrich Troß geheiratet hatte) vor dem Ersten Weltkrieg angestellt hatte. Vorarbeiten dafür hatten unter anderem sein Urgroßvater Benno von Chlingensperg (1761–1840) sowie sein Onkel Dr. Max von Chlingensperg (1841–1927) geleistet.
1932 veröffentlichte er die Ergebnisse seiner Forschungen über die Herkunft der Herren von Chlingensperg als eigenen Band der Schriftenreihe des Historischen Vereines für Niederbayern, dessen Mitglied und Ehrenpräsident er war. In der Zeit vor dem Zweiten Weltkrieg beschäftigte sich  Chlingensperg hauptsächlich mit der Erforschung der Verwandtschaftsverhältnisse niederbayerischer Adelsfamilien während der Frühen Neuzeit.

## Familie
Chlingensperg war seit 1888 verheiratet mit Klementine Amalie geb. Benzino (1866–1947), Mitbesitzerin des Gutes Kusel. Mit ihr hatte er drei Kinder, von denen zwei Söhne unvermählt und kinderlos im Ersten Weltkrieg fielen:
- Christoph (1890–1914), königlich bayerischer Leutnant, gefallen in Vermandovillers/Nordfrankreich
- Gertraud (1892–1983) heiratete Maximilian Graf von Armansperg (1889–1948). Im Alter lebten Chlingensperg und seine Gemahlin Klementine bei ihnen in München.[1]
- Ulrich (1893–1917), Student der Landwirtschaft, gefallen in Gheluvelt/Flandern

## Auszeichnungen
- Ritter IV. Klasse des Verdienstordens vom Heiligen Michael, 1909
- Prinzregent-Luitpold-Medaille, 1917
- Eisernes Kreuz II. Klasse
- Militärverdienstorden (Bayern) IV. Klasse
- Rote Kreuz-Medaille (Preußen)
- Verdienstkreuz für Kriegshilfe, 1918
- Ehrenpräsident des Historischen Vereines für Niederbayern
- Ehrenbürger der Ludwig-Maximilians-Universität München
- Ehrenmitglied des Corps Isaria

## Werke
- Die Mülhaimer-Tättenpeck, Khaindl-Khlingensperger. Familiengeschichtliche Studien aus dem alten Niederbayern. In: Verhandlungen des Historischen Vereines für Niederbayern. Band 65, Landshut 1932
- Paulus Scheibl von Thurnstein – Eine familiengeschichtliche Studie. In: Schriften des Bayerischen Landesvereins für Familienkunde. Heft 10, München 1940